# Spilosoma castelli
Spilosoma castelli là một loài bướm đêm thuộc phân họ Arctiinae, họ Erebidae.